# Сіпанк
Seapunk - це мікрокультура з ідентифікованим жанром музики, вебдизайну та стилю. Вона була розроблена онлайн в 2011 році за допомогою невеликої групи ентузіастів соціальних медіа, які поділилися ностальгією 1990-х років інтернет-культурі. Сіпанк - особливо у стилі одягу, це той, що звертається до естетики морських глибин (SEApunk, від sea - море). New York Times описало Seapunk як "вебжарт з музикою." Течія отримала обмежену популярність через відповідні мережі розповсюдження (головним чином Tumblr) в Інтернеті.
Сіпанк - це не тільки візуальний ряд. Філософія стилю сіпанк об'єднує свободу самовираження і прагнення до самопізнання себе і навколишнього світу.
В Україні сіпанк явище майже невідоме, але представники субкультури є у Києві та великих містах країни. А використання вебдизайну у стилі сіпанк стало досить звичним явищем, яке охопило соціальні мережі.

## Історія
Походження Сіпанку починалося як тенденція і меми на сайті Tumblr і пізніше було описано як мікротренд в стилі та музиці. Термін "seapunk" був придуманий DJlilinternet в 2011 році, який написав перше повідомлення про тренд на Twitter. Це була фраза про шкіряну куртку, в якій замість шипів були б мушлі. Ця ідея одразу ж набуває назву «seapunk» і миттю розноситься з хештегом по блогосфері.
У 2011 році стаття Cluster Mag повідомляла про появу сіпанку. Сіпанк там був описаний як "явище в основному на базі Інтернету, [народженим] з Tumblr і Twitter мікросвітів, як засіб описування власного способу життя та естетики, яка сповідує носіння всіх речей океанічної і морської тематики."
На велику сцену Сіпанк вийшов з подачі американського бренду одягу Proenza Schouler в вересні 2012 року. Його засновники Джек МакКоллойг і Лазаро Хернандес запустили анімований відеоряд в підтримку свого нового магазину на Медісон Авеню під назвою Desert Tide. Відео за своєю стилістикою дуже нагадує комп'ютерну анімацію 90-х році, з сильною пікселізацією, яскравими неоновими кольорами, як у відеоіграх.
Новий тренд був з задоволенням підхоплений такими модними будинками, як Versace, Chanel, Givenchy. А зовнішню атрибутику стилю використовували в своїх музичних відео Lady Gaga, Katy Perry, Rihanna, і Нікі Мінаж, чим, до речі, викликали невдоволення інтернет-прихильників стилю, які бажали залишатися частиною андеграунду. Елементи стилю сіпанк прослідковуються також і в українського гурту THE HARDKISS.

## Музика Seapunk
Майлз Реймер з Chicago Reader описує seapunk музику як "стиль музики, який включає біти 90-х років хаус, за останні 15 років або близький до того поп і R&B, і останнім на Півдні трепу реп-аллу у блискучій обгортці, наркотичної енергії, яка нагадує нью-ейдж-музику і chopped and screwed хіп-хоп мікстейп в приблизно рівній мірі". Відповідно до New York Times, музика, пов'язана з seapunk являє собою "крихітний" піджанр, що запозичує зі стилів, таких як Witch house, chiptune, Драм-енд-бейс і southern rap.
У січні 2012 року сіпанк став відомий в міжнародній друку завдяки журналу Dazed & Confused (журнал). Катя Ґенфілд дала інтерв'ю Альберту Редвайну в статті, "Seapunk: нова мета клубної сцени на конях звукової хвилі суб-басових в майбутнє».
Інші артисти, пов'язані із цією сценою включають: Blank Banshee, Crystal Castles, Fire For Effect, Merman, Slava, Unicorn Kid, Kreayshawn і Splash Club 7.

## Характеристика Сіпанку
Стиль має велику кількість кольорів синього і зеленого, які нагадують водну тематику. Символи, такі як Інь-Янь, усміхнені обличчя, дельфіни, риби і посилання на 1990-ті роки також є частиною стилю. Також, сіпанки часто користуються електронікою 1990-х років, іноді повністю виключаючи із вжитку усю сучасну електроніку. Грають у тетріс, приставки, користуються комп'ютерами 1990-х років випуску, слухають музику на касетних магнітофонах або на CD-дисках у CD-плеєрах.
Візуальні домінанти стилю сіпанку звертаються до:
- Web 1.0;
- естетики Windows 95;
- неонових кольорів;
- підводному світу.

Як принти використовуються: 
- дельфіни,
- русалоньки,
- єдинороги,
- мультяшні герої (наприклад Спанч-боб, Патрік),
- пальмове листя,
- тропічні риби,
- символи Інь-Янь.

В кольорах одягу переважають:
- океанічні,
- відтінки води Карибського моря,
- бірюзові.

Волосся забарвлюються в:
- сині,
- зелені,
- рожеві кольори, щоб вийшов ефект випаленого на сонці волосся.

Аксесуари стилю - круглі сонячні окуляри з дзеркальним склом, анімалістичні водні татуювання, біжутерія з черепашок.

## Сіпанк у цифрових зображеннях і використання соціальних мереж у ЗМІ
Спільні зображення на популярній мережевій ділянці Tumblr - є одним з аспектів цієї нової тенденції. Зображення з участю неонового миготливого кольору і обертові геометричні фігури, плаваючі вище океанів блискучої синьої чи зеленої води, в потоці сторінок з тегом з #Seapunk хештегом. Цифрові зображення Сіпанку прибувають в основному з 1990-х років початку World Wide Web стилів. Ці образи породили нові інтернет піджанри, що складаються з подібних тем, таких як Слімпанк і Айспанк.
Репер Азілія Бенкс використовувала сіпанк-образ в її кліпі «Атлантіс» в 2012 році. Співачка Rihanna під впливом сіпанку в її "Diamonds" використовувала в 2012 році у Saturday Night Live.
Елементи образу сіпанків були на показах дизайнерів, таких як Versace.